# Rhumatisme articulaire aigu
Pour les articles homonymes, voir RAA et Bouillaud.
 Mise en garde médicale
Le rhumatisme articulaire aigu (RAA), ou maladie de Bouillaud, ou fièvre rhumatismale est une complication inflammatoire retardée des infections des voies aériennes supérieures par le streptocoque β-hémolytique du groupe A ou d'une scarlatine non traitée avec des antibiotiques qui est caractérisée par une inflammation des tissus conjonctifs dans tout le corps, y compris des articulations, du cœur, de la peau et du système nerveux,.
Le rhumatisme articulaire aigu est une complication possible et grave d'une angine à streptocoques. Elle peut entraîner à moyen et long terme une maladie des valves cardiaques avec un risque vital.

## Historique
La connaissance de la maladie s'est progressivement enrichie sur une période d'environ trois siècles, commençant aux environs de 1600 avec la description des symptômes articulaires et a culminé lors de la reconnaissance du tableau clinique complet vers la fin du XIXe siècle (Baillou, Morgagni, de Vieussens, Baillie, Wells, Pitcairn, Jenner, Corvisart, Laennec, Trousseau, Bouillaud, Watson…).
Ce n'est qu'à partir de la moitié du XIXe siècle que le lien entre les signes articulaires de la maladie et l'atteinte cardiaque est formellement établi (Watson, Bouillaud). Beaucoup plus tard, en 1931, l'agent pathogène responsable du RAA est identifié comme étant le streptocoque bêta hémolytique du groupe A (travaux de Schlesinger, Coburn, Collis).
Dans les années 1930–1940, aux États-Unis et en Europe, le RAA et les CRC (cardiopathies rhumatismales chroniques) représentaient une des premières cause de décès par maladie chez les jeunes de 5 à 20 ans et venaient en seconde position après la tuberculose chez les 20 à 30 ans, les cardiopathies rhumatismales constituant presque 50 % des maladies cardiaques de l'adulte (Statistiques de la Metropolitan Life Insurance Company).
La maladie se présente alors le plus souvent sous sa forme la plus typique, une polyarthralgie fébrile, migratrice et fugace, touchant les grosses articulations. Elle peut être associée à une cardite atteignant de façon concomitante et variable les trois tuniques du cœur et fait tout le pronostic de la maladie, tant par son évolution aiguë ; la « pancardite maligne de Trousseau » emportant les jeunes patients en quelques jours, que par ses valvulopathies séquellaires (CRC), volontiers aggravées au fil des rechutes et pouvant entraîner le décès par insuffisance cardiaque, des années voire des décennies plus tard.
Le seul traitement du RAA à cette époque reposait sur les salicylés et le repos.
Au début du XXe siècle dans les pays industrialisés, l'amélioration progressive des conditions de vie et d'hygiène permit une diminution de l'incidence de la maladie. Ce n'est qu'après la Seconde Guerre mondiale et grâce à la large disponibilité des antibiotiques que le RAA devient une maladie de plus en plus rare. Il ne subsiste alors essentiellement que les cas de patients atteints dans leur jeunesse, porteurs de CRC, mais dont l'espérance de vie a considérablement été augmentée grâce aux progrès de la chirurgie cardiaque (à partir des années 1960).

## Épidémiologie
Il s'agit d'une maladie rare dans les pays industrialisés. Cependant, ce tableau doit être tempéré par l'observation récente d'épidémies touchant les classes moyennes dans certaines régions des États-Unis, sans qu'il soit donné d'explication pour le moment (mutation des souches ou, plus vraisemblablement, négligence accrue des patients et des praticiens envers les infections ORL et coût des assurances-maladie).
Par contre la situation actuelle des pays en voie de développement est celle de l'Europe et des pays industrialisés d'avant 1920. Les facteurs de risque classiquement retrouvés sont :
- un niveau économique bas ;
- la malnutrition ;
- une offre de soins et de traitements insuffisante, avec l'absence d'antibiotiques disponibles ;
- la promiscuité, induite par des logements exigus et surpeuplés, qui non seulement augmente le nombre de personnes atteintes mais augmenterait aussi la virulence du streptocoque bêta hémolytique du groupe A et sa capacité « rhumatogène ».

La prévalence du rhumatisme articulaire est très probablement sous estimée dans ces pays. Elle est d'environ un peu moins de 6 cas pour 1 000 enfants d'âge scolaire dans les pays d'Afrique sub-saharienne (contre moins d'un cas pour 100 000 dans les pays développés) avec une incidence annuelle estimée à près de 470 000 cas avec près de 230 000 décès annuel. Cette prévalence, selon d'autres auteurs, serait également largement sous estimée puisqu'ils retrouvent 2 à 3 % d'atteintes cardiaques rhumatismale à l'échocardiographie chez des enfants scolarisés au Mozambique ou au Cambodge (il faut tenir compte, de plus, que les enfants sont loin d'être tous scolarisés dans ces pays).

## Étiologie

### Germes en cause
Elle est causée par le streptocoque β-hémolytique du groupe A.
Dans le cadre des infections des voies aériennes supérieures, la fréquence de la responsabilité de ce streptocoque, (essentiellement dans les pharyngites), a été estimée à 20 %.
Après une angine mal traitée, le risque de RAA évalué à 1 % passerait à 3 % en cas d'épidémies streptococciques mais, fait important, lorsqu'un individu a eu une atteinte de RAA, il aura 50 % de chances d'en refaire s'il subit une nouvelle infection streptococcique. De plus, la proportion d'atteintes cardiaques et leur gravité augmentent au cours de ces rechutes. C'est la raison pour laquelle tout convalescent de RAA doit subir une chimioprophylaxie pendant un minimum de cinq ans et au moins jusqu'à l'âge de 18 ans.
Il existe des souches de streptocoques plus particulièrement rhumatogènes, notamment parmi les souches riches en protéine M et encapsulées, souches à la fois rhumatogènes et responsables d'épidémies plus que de cas sporadiques. Cette virulence propre à certaines souches serait proportionnelle à l'importance du portage pharyngé du streptocoque dans la population générale (sujets porteurs sains et malades).
Il existe d'autres voies décrites de contamination que la sphère orale : une infection cutanée à streptocoques A pourrait être ainsi responsable de certains rhumatismes.

### Mécanisme de l'atteinte
Il n'est pas complètement élucidé, mais le consensus moderne plaide en faveur de l'origine auto-immune de la maladie à médiation cellulaire (lymphocytes).
Chez certains sujets, les infections pharyngées répétées à streptocoque bêta hémolytique de groupe A non traitées par antibiothérapie conduisent à plus ou moins long terme à un dysfonctionnement immunitaire. Ce dysfonctionnement entraîne une réponse immunitaire inadaptée et retardée après le contact streptococcique : la cible n'est plus uniquement le germe mais l'organisme du patient, (synoviales articulaires, endocardite rhumatismale).

## Clinique
La maladie touche essentiellement les enfants âgés de plus de 4 ans, les adolescents et les adultes jeunes, indépendamment du sexe.
Le RAA est une maladie inflammatoire générale. Il est l'expression clinique d'une maladie touchant le cœur, les articulations, le système nerveux central et les tissus sous-cutanés. 
La maladie se déclare 15 à 20 jours après une infection streptococcique pharyngée clinique ou infra clinique. Ce délai entre l'infection initiale et l'atteinte cardiaque ou articulaire exclut a priori un effet direct du streptocoque A, d'autant qu'en général le germe a disparu de la sphère ORL lors de l'apparition du RAA, ce qui tend à renforcer l'hypothèse du dysfonctionnement immunitaire.
La gravité est liée au degré d'atteinte de l'appareil cardio-vasculaire, les atteintes articulaires restant un simple symptôme, toujours sans séquelle.

### Cardite rhumatismale
Elle débouche sur une cardiopathie rhumatismale chronique (CRC) pouvant prendre la forme de :
- myocardites (atteintes du muscle cardiaque ; cependant des études récentes[Quand ?] tendent à démontrer la non existence de cette atteinte) et péricardites résolutives sans séquelles une fois la période inflammatoire terminée ;
- valvulopathies définitives (environ 76 % des cas) plus ou moins sévères, touchant par ordre de fréquence de façon isolée ou associée, la valve mitrale, la valve aortique, la valve tricuspide.

L’atteinte initiale est toujours une insuffisance valvulaire. Ce n’est que secondairement et d’autant que surviennent des rechutes que cette atteinte aboutit à une sténose valvulaire, le plus souvent un rétrécissement mitral quasi spécifique du RAA.
L'atteinte valvulaire de constitution rapide, est présente dès les premières manifestations de la maladie. Ainsi, en cas d'atteinte cardiaque, les premiers signes cliniques sont le plus souvent contemporains des lésions valvulaires.
La sévérité de l'atteinte cardiaque est classiquement répartie en 4 grands groupes :
- Groupe 0 : = sans séquelles
- Groupe I et II = séquelles valvulaires minimes et modérées
- Groupe III = séquelles valvulaires potentiellement sévères, c’est-à-dire valvulopathies sans traduction fonctionnelle ni retentissement sur le cœur au départ mais dont on peut craindre la mauvaise tolérance au bout de plusieurs années
- Groupe IV = cardites d'emblée sévères, avec retentissement sur le muscle cardiaque et fonctionnel mais pas forcément chirurgicales car pouvant s'améliorer à court ou moyen terme.

En fait, cette classification n'est pas figée, et l'on peut parfois observer des cardites sévères en partie résolutives, certains patients passant du groupe IV au groupe III voire II, mais aussi des cardites modérées ou légères se résolvant spontanément chez l’enfant (rôle de la croissance) (I-II à 0)… Dans l'autre sens des cardites légères à modérée peuvent souvent s'aggraver à l'occasion d'une rechute.
Par ailleurs il semble exister une influence positive de la prévention primaire (information du public et des professionnels de santé) sur la fréquence des atteintes et séquelles cardiaques lors des premières poussées de RAA que l'on peut tenter d'expliquer par :
- une plus grande rapidité de réactions des parents d'enfants présentant des signes de RAA, grâce aux messages de prévention et d'information sur la maladie ;
- une réaction plus adaptée et un diagnostic plus sûr des médecins consultés qui hospitalisent rapidement ces patients, d'où des délais plus courts entre les premiers signes de la maladie et la mise en place d'un traitement adapté.

Il existe une corrélation entre les baisses de l'incidence et le pourcentage de RAA hospitalisés sans séquelles de cardite (et ne développant pas de séquelles valvulaires pendant la durée du traitement).

## Diagnostic

### Interrogatoire
Il reste fondamental et doit rechercher :
- d'emblée les signes d'un retentissement cardiaque : dyspnée récente, palpitations, syncopes, œdèmes des membres inférieurs, en faisant préciser la durée, le rythme, la relation à l'effort…
- les antécédents familiaux et personnels de RAA.
- les affections rhinopharyngées fréquentes et/ou récentes et leur traitement ainsi que les signes d’atteintes de l’arbre respiratoire (trachéite, bronchite de surinfection) : si la notion de douleur ou gêne pharyngée passe souvent inaperçue de l’entourage, on trouve souvent la notion d’une toux nocturne.
- le type des arthralgies, ou des arthrites en précisant leur siège, leur caractère migrateur éventuel, leur rythme (fugace) et la présence des signes inflammatoires locaux.
- l'association de fièvre ou d'altération de l'état général.
- l'existence d'éventuels troubles digestifs (douleurs abdominales pseudo-appendiculaires, non exceptionnelles)
- l'existence de troubles neurologiques à type de mouvements choréiques, non exceptionnels (mouvements non coordonnés des membres) découverts en général à distance de tout épisode articulaire ou d'altération biologique inflammatoire.

### L'examen clinique
Il est orienté vers trois points essentiels :
- la recherche d'une infection rhinopharyngée de survenue récente à l'interrogatoire : angine, amygdales cryptiques, pharyngite. Ces signes ont presque toujours déjà disparu au moment des arthralgies.
- les signes physiques articulaires d'arthrite (« tumor, rubor, calor, dolor ») : mobilisation douloureuse ou réduite, boiterie ou impotence fonctionnelle, œdème local.
- les signes cardio-vasculaires : souffle cardiaque d'insuffisance mitrale ou aortique. Le roulement diastolique du rétrécissement mitral est exceptionnel lors de la première poussée et doit faire évoquer, dans un contexte aigu, une cardiopathie rhumatismale chronique déjà ancienne. Il s'agit alors d'une rechute.
- L'auscultation pulmonaire, la palpation hépatique, l'examen des jugulaires externes et des membres inférieurs rechercheront des signes d’insuffisance cardiaque.

L'examen général se poursuit notamment par :
- la recherche d'une lésion cutanée par principe (nodosités de Maynet, à la face d'extension des articulations, érythème marginé de Besnier) mais exceptionnels de nos jours.
- un examen neurologique (chorée).

### Critères de Jones
Ils ont été décrits par Jones en 1944 et révisés périodiquement (la dernière datant de 1992).
- Critères majeurs :
  - arthrite
  - cardite (rôle de l'échocardiographie plus sensible que l'auscultation cardiaque : 50 % de cardites diagnostiquées par l'auscultation contre 70 % avec l'apport de l'échographie)
  - chorée de Sydenham : mouvements incohérents, involontaires, rapides, brefs, non rythmés de la tête et des extrémités, disparaissant au repos
  - érythème marginé : il s'agit de taches rougeâtres sur le tronc et parfois au niveau des membres, en larges macules ou papules, arrondies et rosées dont la coloration s'atténue au centre. L'érythème est migrateur, transitoire. Il reste exceptionnel.
  - nodules sous-cutanés de Meynet : taille d'une tête d'épingle à celle d'une noisette, n'adhérant pas à la peau, indolores, préférentiellement situés sur la face d'extension de certaines articulations (coude, genou, poignet, région occipitale, épineuses). Ils restent exceptionnels, appartenant aux formes « historiques ».

- Critères mineurs :
  - arthralgies : Les signes articulaires sont classiquement fugaces, migrateurs, touchant les articulations des membres, mais des formes atypiques peuvent se voir (interphalangiennes, tarse…)
  - antécédent de RAA (ce critère a disparu lors de la révision de 1992). On peut cependant considérer en pratique courante que devant un patient connu pour antécédents de RAA, ne suivant pas correctement le protocole de prévention des rechutes et présentant un tableau évocateur a fortiori précédé d’une infection pharyngée, cela reste un élément majeur du diagnostic. Le diagnostic différentiel primordial chez un tel patient, s’il est porteur de séquelles valvulaires connues est celui de l’endocardite infectieuse.
  - syndrome inflammatoire (NFS, Vitesse de sédimentation supérieure à 50 mm à la première heure typiquement, mais parfois moins si vu tard, hyperfibrinémie, CRP franchement augmentée, hyper alpha 2 globuline
  - troubles de la conduction cardiaque
  - fièvre

Le diagnostic est posé s'il existe, au minimum, 2 critères majeurs, ou 1 majeur et 2 mineurs associés à une preuve d'une infection streptococcique récente et à un syndrome inflammatoire.
La présence de 3 signes mineurs sans signes majeurs est appelée syndrome post streptococcique mineur. Le consensus actuel devant ce syndrome est de le considérer et de le traiter comme un RAA à part entière. 
Bien qu'imparfaits les critères de Jones (maintes fois modifiés) restent les piliers du diagnostic de la maladie. Ce diagnostic est parfois facile devant un tableau articulaire franc, avec altération de l'état général, mais les formes frustes (discrète AEG, fébricule passager, vagues arthralgies) sont fréquentes.
Il conviendra toujours de les interpréter en fonction du contexte clinique, biologique et échographique.
Les critères cutanés sont rarement retrouvés, une série (Maheu) montre en effet que sur cent malades hospitalisés entre 1991 et 1992, aucun ne présentait de manifestation cutanée de la maladie.
En pratique : Dans un pays de forte endémie, tout patient présentant des signes cliniques et biologiques évocateurs est suspect de RAA jusqu'à preuve du contraire. Une hospitalisation est alors nécessaire.

### Preuve d'infection streptococcique récente
Elle est faite par :
- soit une culture de prélèvement de gorge positive. Elle est rarement possible dans de bonnes conditions (fragilité du streptocoque, problèmes techniques et surtout de conservation des prélèvements jusqu’au laboratoire le rendant non fiable). Souvent négatif, il n'est plus réalisé en pratique courante. Par contre, il conserve avec le streptotest tout son intérêt dans les études épidémiologiques sur le portage streptococcique, et pour l'étude des souches (recherche et typage de la protéine M)
- soit par un « streptotest » ou test minute : Leur utilisation est fortement recommandée pour lutter contre l’utilisation systématique « abusive » de l’antibiothérapie dans le traitement des pharyngites. Leur sensibilité n’est cependant pas parfaite (faux négatifs) mais ne constitue aucunement un obstacle à leur utilisation dans un pays de très faible endémie de RAA. Il n’en est pas de même dans les pays de forte incidence : ainsi les recommandations indiquent bien qu’un streptotest négatif réalisé chez un patient ayant effectué un simple séjour en pays d’endémie de RAA ne saurait suffire à éliminer la présence de streptocoque. Dans ce cas de figure il est recommandé de réaliser au laboratoire une culture de gorge ou, par défaut, de traiter systématiquement par antibiothérapie.
- soit une élévation des anticorps antistreptoccique, c’est-à-dire un taux d'anticorps anti ASLO > 200 ou anti ASDOR > 340 en période de scolarisation, ou streptozyme positif (anticorps anti Dnase, réaction sur lame) sur deux prélèvements espacés de 10 jours.
- La preuve d'infection récente s'établit au mieux sur la constatation d'une élévation des anticorps sur deux prélèvements distants car une élévation isolée des ASLO-ASDOR peut se voir chez environ 20 % des sujets normaux. Un taux élevé isolé ne permet donc pas de différencier une infection récente d'un portage chronique, ou d'un contact sans RAA.

Il reste actuellement admis par tous que le syndrome inflammatoire est une condition essentielle du diagnostic. L’absence de syndrome inflammatoire, si nécessaire vérifiée sur plusieurs jours, élimine le diagnostic. Il faut cependant savoir évoquer le diagnostic sur des signes fonctionnels spontanément résolutifs un RAA en fin d’évolution naturelle.
- Ces critères ne font pas état de l'altération de l'état général quasi constante et très évocatrice, facilement mise en évidence à l’interrogatoire du patient ou des parents.

### Autres examens biologiques
La mesure de la vitesse de sédimentation (VS) montre une valeur élevée. Elle reste cependant peu spécifique, son élévation se retrouvant dans de nombreuses maladies. Elle est en revanche très sensible dans la mesure où le RAA en phase aiguë est toujours associé à un syndrome inflammatoire. Au début de la phase aiguë de la maladie, elle est classiquement supérieure à 50 mm à la première heure. Une VS normale doit faire reconsidérer le diagnostic ou faire pratiquer des examens biologiques complémentaires (CRP, NFS qui doivent être prélevés à titre systématique lors de la mesure de la VS). Une VS élevée doit être confirmée par d'autres examens biologiques en raison de la mauvaise spécificité de celle-ci, en particulier en cas de grossesse ou d'anémie (faux positifs).
La CRP et le taux  sanguin de fibrinogène sont d'autres marqueurs du syndrome inflammatoire. La CRP présente l'avantage d'une ascension plus rapide mais surtout d'une normalisation plus rapide que la VS, ce qui fait de la CRP l'examen de choix pour suivre l'évolution du syndrome inflammatoire lors de la décroissance du traitement par corticoïdes.
La NFS recherche une polynucléose (augmentation des leucocytes polynucléaires), classiquement modérée, une anémie microcytaire d'origine inflammatoire. Un taux anormalement élevé de polynucléaires neutrophiles en cas de monoarthrite non migratrice doit faire évoquer une arthrite septique qui est le diagnostic différentiel majeur du RAA (contre-indiquant le traitement par corticoïdes).

### Les examens cardiologiques
L'électrocardiogramme est indispensable à la recherche de troubles du rythme et surtout de la conduction (blocs auriculo-ventriculaires ou allongement du PR., très évocateurs). Parfois, une hypertrophie auriculaire gauche ou un aspect d'hypertrophie ventriculaire gauche témoignent d'une atteinte cardiaque déjà évoluée.
L'échocardiographie montre une sensibilité améliorée de près de 30 % par rapport à la clinique. Elle fournit parfois la clé du diagnostic en découvrant une atteinte valvulaire rhumatismale avec une très bonne spécificité et une excellente sensibilité. Associée aux éléments cités jusqu'ici, elle permet souvent, de confirmer le diagnostic même en l’absence de souffle (fuites modérées ou mineures), d'évaluer le retentissement éventuel sur le muscle cardiaque des atteintes valvulaires sévères, le diagnostic rétrospectif, devant une atteinte valvulaire découverte lors d'une auscultation systématique. Cependant elle ne permettra que très rarement de préciser l'ancienneté de l'atteinte, et pas toujours d'affirmer la cause rhumatismale, en particulier devant certaines fuites mitrales (dystrophiques ou minimes, « physiologiques ». Une échographie cardiaque normale n'élimine cependant aucunement le diagnostic de RAA. Il s'agit alors d'un RAA sans cardite, bien que cette absence de lésion doive être confirmée sur deux examens échographiques successifs au début et à la fin du traitement de l'épisode de RAA. Avant l’ère de l’échocardiographie doppler couleur un nombre relativement important de jeunes patients étaient ainsi classés « séquelles valvulaires de RAA» sur les seules données de l’examen clinique car porteur d’un souffle dont les caractéristiques pouvaient faire évoquer une atteinte organique alors qu’il s’agissait de souffles non pathologiques ou traduisant une atteinte valvulaires non RAA (par exemple : cardiopathies congénitales, atteintes myxoides mitrales assez fréquentes).

## Diagnostic différentiel
Le syndrome fièvre-arthralgies, avec altération de l’état général chez l'enfant peut relever de nombreuses causes, plusieurs autres critères de Jones pouvant être positivés sans pour autant que l'on soit devant un cas de RAA.
Cependant, dans les régions d'endémie, le RAA doit être le premier diagnostic à évoquer devant une atteinte articulaire de l'enfant.
Le diagnostic différentiel majeur est celui de l'arthrite septique car contre-indiquant formellement les anti-inflammatoires.
Devant une association de fièvre et d'arthrite (ou d'arthralgies), on peut évoquer (liste non exhaustive) :
- Les causes bactériennes +++ et apparentées : maladie de Lyme, arthrites gonococciques, arthrites septiques, ostéomyélite aiguë, arthrites à Yersinia enterocolitica.
- Les arthrites virales (mononucléose infectieuse, rubéole…), où les arthralgies peuvent persister après la phase aiguë.
- Les causes parasitaires : arthrites filariennes, toxocaroses…
- Les causes immunologiques : arthrites « réactionnelles », arthrites symptôme d'une maladie systémique auto-immune : polyarthrite rhumatoïde, spondylarthrite ankylosante, lupus érythémateux disséminé, maladie de Still.
- Les causes hématologiques : leucémies.

Devant l’apparition d’un souffle cardiaque et d’une fièvre au long cours, on doit évoquer de principe l’endocardite bactérienne (échographie transthoracique et trans-œsophagienne, hémocultures).

## Traitement curatif
Le RAA est une urgence médicale et impose l'hospitalisation.
La sévérité de l'atteinte justifie la prévention par le traitement systématique de toute pharyngite ou angine streptococcique par antibiothérapie. Il faut cependant rappeler que la plupart des angines actuelles sont d'origine virale et ne justifient donc pas la prescription d'antibiotique.
Le traitement initial du rhumatisme articulaire aigu, le plus précoce soit-il, ne pourra que stabiliser les lésions en stoppant le processus inflammatoire.
Le traitement anti-inflammatoire (corticothérapie) est la base du traitement. L'antibiothérapie préconisée de principe permet d'agir sur le streptocoque encore présent et d'initier la prophylaxie secondaire (des rechutes).
Le risque de graves séquelles éventuelles justifie :
- la précocité et la qualité du traitement initial
- la réalisation d'un programme rigoureux de prévention des rechutes

Le traitement d’un premier épisode de RAA ou supposé tel et celui d’une rechute est le même.
Du fait de la gravité potentielle des atteintes cardiaques il ne se conçoit dans l’idéal qu’en secteur hospitalier.
Les grands axes sont :
- le repos,
- l’antibiothérapie pour éradiquer l’éventuelle présence résiduelle d'un foyer infectieux streptococcique,
- le traitement anti-inflammatoire pour « éteindre » le plus rapidement possible le processus endocarditique auto-immunitaire,
- les mesures hygiéno-diététiques et apports de sels-minéraux associés au traitement par corticoïdes,
- le traitement de l’insuffisance cardiaque en cas de lésions valvulaires sévères.

L’hospitalisation sera l’occasion de compléter le bilan à la recherche de foyers infectieux chroniques (état dentaire, sinus) et celui d’un cadrage sociologique du patient. Il sera complété par la nécessaire éducation du patient et de sa famille : explication de la maladie, de son traitement et surtout de l’intérêt d’un suivi parfait de la prévention des rechutes.

### Le repos
Le repos au lit doit être observé tant que la fièvre, les signes articulaires et l’altération de l'état général persistent, du fait de l’efficacité habituelle du traitement par corticoïdes, cette période ne dépasse pas habituellement quelques jours.
Il sera prolongé en cas de signes d’insuffisance cardiaque et de lésions valvulaires sévères.
En fonction de l’évolution des signes inflammatoires biologiques le retour au domicile est en général possible au bout d’une semaine, la reprise de la scolarité est autorisée peu de temps après, par contre l’activité sportive doit être arrêtée jusqu’à la fin du traitement avec reprise après contrôle biologique négatif (CRP, VS, NFS) et si possible contrôle échocardiographique.

### L’antibiothérapie
Elle a pour but d’éradiquer la persistance d’un foyer streptococcique pharyngé afin d’éviter une exposition chronique aux antigènes streptococciques.
Isolée elle ne modifie pas l’évolution ni a fréquence et la sévérité des atteintes valvulaires.
Classiquement on utilise la pénicilline orale sur 10 jours à dose curative ou bien l’amoxicilline, en cas d’allergie les macrolides.
Le processus infectieux étant a priori passé, le patient n'est en aucun cas contagieux au stade de rhumatisme.

### La suppression du processus inflammatoire
À la suite d'un consensus établi en 1992, elle repose sur l’utilisation de la prednisone plutôt que les salicylés. En effet ces derniers, dont les doses préconisés sont élevées, paraissent au vu de résultats d’études locales peu recommandés en première intention en raison de leur toxicité gastrique (plusieurs cas d’hémorragies digestives graves et gastrite quasi systématique malgré les mesures de protection) et le risque d’intoxication salicylée à surveiller par des dosages de salicylémies répétés pluri hebdomadaires impossibles en pratique en dehors d'un centre spécialisé. Ils semblent avoir, de plus, une moindre efficacité sur l’évolution clinique de la maladie et sur les atteintes valvulaires bien que ce dernier point reste discuté et n’a toujours pas fait l’objet d’études internationales fiables.
Le traitement habituel comporte :
- Prednisone : 2 mg/kg (poids du patient) sans dépasser 80 mg/jour en une prise matinale pendant une à deux semaines en fonction de l’existence d’une atteinte valvulaire et avec décroissance par palier hebdomadaire ;
- Apports potassiques et calciques ;
- Protection gastrique ;
- Régime hypo- ou normo calorique, hyposodé.

La durée totale du traitement est de 6 semaines pour un RAA sans atteinte valvulaire et de 12 semaines en cas d’atteinte valvulaire.
Son efficacité sur les signes fonctionnels est en général spectaculaire (disparition des signes articulaires en 24 à 48 heures ainsi que de la fièvre et de l’état de fatigue). Elle doit cependant être contrôlée régulièrement de façon bihebdomadaire jusqu’à normalisation de la CRP et de façon hebdomadaire jusqu’à la fin du traitement pour déceler une éventuelle reprise du processus inflammatoire, relativement rare et traduisant le plus souvent un arrêt du traitement trop précoce par le patient après retour au domicile.
C’est dans l’éventualité d’une reprise inflammatoire malgré un traitement bien conduit que l’on peut discuter l’association d’aspirine.

### Prise en charge de l’insuffisance cardiaque
Toujours secondaire à des lésions valvulaires sévères (régurgitations mitrale et/ou aortiques) elle repose sur le repos, le régime désodé, les diurétiques, les inhibiteurs de l'enzyme de conversion et parfois la digoxine. Rarement elle ne permet pas de stabiliser et d’améliorer le tableau d’insuffisance cardiaque, réfractaire au traitement, c’est alors l’indication d'une chirurgie remplacement ou de réparation valvulaire en urgence ou semi urgence.
À un stade plus tardif (plusieurs années ou décennies après le rhumatisme), les valvulopathies séquellaires peuvent nécessiter le recours aux techniques de réparation valvulaire dont nous ne ferons que citer les méthodes.
- Réparation (plastie) mitrales et tricuspides, plus rarement aortiques
- Remplacement valvulaire d’une ou plusieurs valves : homogreffes, intervention de Ross (insuffisance aortique), bioprothèses, valves mécaniques.
- Dilatation mitrale percutanée pour les rétrécissements mitraux à l’anatomie favorable.

## Traitement préventif

### Prévention primaire
Il s'agit d'empêcher la survenue de la maladie chez des sujets ne l'ayant jamais eue.
Il se base sur l'amélioration des conditions de vie et d’hygiène : la promiscuité est le facteur de risque le plus lié au développement de la maladie. Elle traduit à l’évidence et le plus souvent des conditions de vie favorables au développement des maladies infectieuses. Associée à une mauvaise alimentation et une hygiène difficile, elle représente un risque majeur de développement de maladies dont le RAA n’est pas le seul exemple.
Seule une amélioration de l’habitat et des autres facteurs de risque pourront permettre une véritable éradication du RAA.
L'antibioprophylaxie primaire du RAA est basée sur le traitement antibiotique systématique des angines microbiennes, et plus généralement des infections rhinopharyngées, chez l'enfant après l'âge de 4 ans.
La prescription d'antibiotiques sur toute angine, quelle que soit sa cause, était la règle il y a quelques années. Cette attitude est remise en cause en raison :
- d'une fréquence moindre de la responsabilité du streptocoque du groupe A dans les angines et les infections rhinopharyngées, du moins dans les pays de faible endémie..
- la disponibilité de test de diagnostic rapide (mais dont l'utilisation reste discutée dans les pays à forte endémie cf chapitre diagnostic)
- la possibilité de sélection de germes résistants aux antibiotiques utilisés.

L'objectif principal du traitement antibiotique des angines/pharyngites n'est pas tant de raccourcir la phase symptomatique que d'éviter les complications suppuratives et auto-immunes que peut engendrer une infection à streptocoque. Le traitement antibiotique de première intention des angines bactériennes aiguës doit donc essentiellement cibler le Streptocoque beta hémolytique du groupe A (SBHA). 
Cet objectif passe par l'éradication de ce dernier de la gorge et nécessite l'utilisation de produits actifs sur ce germe et sa localisation pharyngée. Ces médicaments devront être disponibles, peu toxiques, d'un coût faible et respectant autant que possible « l’écologie bactérienne » en réduisant l’acquisition de résistances des autres bactéries aux antibiotiques. 
Le traitement de référence adopté jusqu'à ce jour est la pénicilline.
Par voie orale la pénicilline V est donnée à une dose d'environ 3 millions d'unités par jour répartis en 3 ou 4 prises. 
Quel que soit le mode d'administration de la pénicilline, la durée des symptômes est significativement écourtée par rapport à l'évolution naturelle de la pharyngite bactérienne.
Les échecs bactériologiques de la pénicillinothérapie par voie orale sont diversement appréciés : oscillant entre 2 % et 20 %, voire 30 % à l'issue du traitement, mais il est difficile de faire la part des échecs vrais, des portages chroniques (le germe reste détectable dans la gorge du patient, sans qu'il en souffre) et des réinfections. Le principal inconvénient de la pénicillinothérapie par voie orale sur 10 jours reste sa faible observance. En effet, bon nombre de patients interrompent le traitement vers le cinquième jour, ceci étant responsable d'échecs ou de rechutes. Un tel traitement nécessite donc une information claire du patient.
Au total, la pénicilline est un traitement efficace des angines streptococciques si, et seulement si, il est correctement mené, ce qui, dans le contexte actuel (l'angine ou la pharyngite est encore trop considérée par le « public » comme bénigne et négligeable), implique qu'il soit expliqué, motivé et rapidement efficace.
Dans les cas où l'observance n'est pas garantie, on peut proposer l'administration de pénicilline retard par voie intra musculaire.
L'injection intramusculaire d'une pénicilline-retard répond à toutes les interrogations sur le choix de l’antibiothérapie en prévention primaire du RAA :
- L’avantage de l'obtention certaine d'un taux de pénicillinémie élevé et prolongé,
- Par définition une observance parfaite et traçable,
- Un coût minime.

Son utilisation en prévention primaire et secondaire du RAA est universellement recommandée par toutes les instances et organismes (OMS, AHA, centaines voire milliers de publications depuis 50 ans).
Son principal inconvénient est la douleur entraînée par l'injection. Cette douleur est considérablement diminuée grâce à l’association de petites doses de lidocaïne dans le mélange injecté. En cas de résultats insuffisants on peut par ailleurs utiliser les patchs de lidocaïne que le patient place lui-même au point d’injection (après éducation) au moins deux heures avant celle-ci.
Autres protocoles :
D’une efficacité équivalente pour peu que l’observance du traitement soit parfaite, ils posent le problème de leur coût et leur incidence sur l’acquisition de résistances..
Leur utilisation en première intention paraît par contre déraisonnable en cas de pharyngite isolée, en intention de traiter en prévention notamment du RAA.
Les macrolides restent cependant l’antibiotique de référence en cas d’allergie à la pénicilline supposée ou réelle.
Pour certains, l’amoxicilline a une place particulière et peut être considérée comme un choix « intermédiaire ».
Les céphalosporines de première génération ont été testées dès leur mise à disposition sans apporter d'avantages particuliers. Toutefois le cefadroxil, utilisé en une prise quotidienne pendant 10 jours, améliore l'observance et permet d'obtenir des résultats supérieurs à la pénicilline. Les céphalosporines de deuxième et de troisième génération ont montré une efficacité clinique et bactériologique en 4 à 5 jours avec un taux de succès identique à la pénicilline. L'amélioration de la compliance avec de tels traitements est à mettre en balance avec leur coût et leur risque écologique qui reste à évaluer.
Les macrolides sont dans les angines une excellente indication. En effet, ces produits diffusent très bien dans le tissu amygdalien et le pourcentage de streptocoques résistants reste faible (environ 5 %). Une étude récente a comparé l'efficacité de la josamycine (2 g/j pendant 5 jours) au traitement classique (pénicilline V : 3 M UI/jour pendant I0 jours). Chez 241 patients, dont 134 enfants, porteurs d'infection pharyngée streptococcique, l'étude a montré une efficacité clinique et bactériologique comparable des deux traitements. Il s'agit là d'un élément en faveur d'un raccourcissement de la durée du traitement. 
Néanmoins, il paraît souhaitable de continuer à préconiser une durée de traitement par macrolides d'au moins huit jours dans la mesure où ces études ont été réalisées en dehors de tout contexte épidémique de RAA. Ces données concernant la josamycine sont, par ailleurs, intéressantes dans la mesure où les macrolides constituent, de plus, le traitement de choix des angines à mycoplasmes et chlamydiae, germes intracellulaires insensibles aux pénicillines. Cependant une large utilisation des macrolides n’est pas recommandée (développement au Japon de streptocoques résistants à la josamycine) 
Autres facteurs accessibles à la prévention primaire
Des études menées récemment suggèrent l'existence d'autres situations et facteurs infectieux sortant du cadre strict de l'infection pharyngée pouvant favoriser la survenue du RAA. 
Il est possible que les sinusites chroniques, les infections cutanées streptococciques constituent autant d'"épines irritatives" vis-à-vis du système immunitaire favorisant ainsi le déclenchement de la maladie. De même, si classiquement les glomérulonéphrites post streptococciques sont considérées comme une entité bien différenciée du RAA, en pratique, la succession rapprochée des deux maladies a été parfois observée.
En conclusion : le message de prévention primaire du RAA auprès de la population cible représentée par les familles et les enfants, doit insister sur l'importance des principes d'hygiène de vie en général et sur la nécessité de consulter aux premiers signes d'infection pharyngée et plus largement ORL, afin de bénéficier, si nécessaire, d'une antibiothérapie adaptée et suffisamment prolongée.
Le traitement de la première crise de rhumatisme doit être obligatoirement suivi d'une prévention des rechutes.
Par ailleurs, un vaccin contre le streptocoque de type A est en cours de développement.

### Prévention des rechutes
« Le RAA prédispose au RAA ».
Une rechute est toujours consécutive à l'absence, l'arrêt ou à une irrégularité du traitement de la première crise. Elle peut présenter autant, sinon plus de danger qu'une première poussée. L'hospitalisation n'en est que plus justifiée.
Le risque de rechute, estimé en moyenne à 6 % la première année en cas de non suivi de l'antibioprophylaxie, est donc important (certainement très patient-dépendant, ce risque se réduit ensuite avec l'âge). Un traitement préventif est d'autant plus indispensable que les rechutes peuvent prendre une forme larvée, « à bas bruit », n'alertant ni le patient ni son entourage alors que les lésions valvulaires s'aggravent ou se constituent.
La prévention de la rechute implique l'association :
- d'un traitement antibiotique prolongé devant assurer l'éradication rapide de tout foyer streptococcique pharyngé (associé si nécessaire à une amygdalectomie.),
- d'un suivi clinique et échographique de bonne qualité, permettant de surveiller l'évolution naturelle des valvulopathies constituées, de poser quand il le faut l'indication d'un geste chirurgical en cas d'atteinte sévère et d'entretenir la motivation des malades et de leur famille dans le cadre d'un traitement long et parfois pénible.

#### L'antibioprophylaxie secondaire
L'antibioprophylaxie actuellement recommandé est la Benzathine Benzyl Pénicilline ou (appelé en France EXTENCILLINE), en intramusculaire, au rythme d'une injection toutes les trois semaines. 
La douleur causée par l'injection est très nettement diminuée par l'adjonction de lidocaïne 1 %, un anesthésique local. À cet égard, il faut rappeler que les manifestations allergiques dues à ce dernier sont tout à fait exceptionnelles, la toxicité neurologique (confondue bien souvent avec une allergie) étant inexistante aux doses employées. L'association de cet anesthésique local améliore notablement l'observance du traitement. Elle ne doit plus être remise en cause de nos jours.
Par ailleurs si l’effet antalgique de la lidocaïne injecté paraît insuffisant, on améliore le plus souvent considérablement la prise en charge de la douleur par la prescription de patch cutané contenant de la lidocaïne. Après éducation, ils seront appliqués par le patient lui-même au moins deux heures avant l’injection.
Le traitement usuel est :
- Benzathine pénicilline et lidocaïne : 
  - jusqu'à 35 kg, 600.000 UI + 1/2 ml lidocaïne à 1 %
  - 35 - 65 kg,	1.2 millions UI + 1 ml lidocaïne à 1 %
  - > 65 kg (*)	2,4 millions UI + 1 ml lidocaïne à 1 %

Ces données de poids sont indicatives ; une tolérance de ± 3 kg est admise 

#### Durée de l'antibioprophylaxie secondaire
Elle dépend de la présence ou non d'une cardite et de l'importance des séquelles de cette dernière :
- patients sans séquelle de cardite = groupe 0 : jusqu'à l'âge de 20 ans et/ou au minimum 5 ans ;
- patients avec séquelles = groupes II - III – IV : jusqu'à l'âge de 40 ans ;
- patients avec séquelles groupes I : jusqu'à l'âge de 20 ans et /ou au minimum 5 ans puis, à discuter au cas par cas, notamment en fonction d’éventuels antécédents de rechutes, antécédents familiaux, facteurs environnementaux.

Cependant, certains auteurs recommandent une prophylaxie à vie ce qui représente une véritable sentence pour les patients génératrice de refus de suivi. Des études statistiques ont permis de mettre en évidence qu'après l'âge de 35 ans les rechutes chez les sujets non protégés deviennent exceptionnelles et de plus non génératrices d'aggravation de leur cardite rhumatismale chronique. Ainsi l'âge maximum de cette prophylaxie a été fixé à 40 ans.

## Divers
- l'acteur français Philippe Léotard en était atteint[9].